# Estación Palmira
Palmira es una estación ferroviaria ubicada en la localidad del mismo nombre, Departamento San Martín, Provincia de Mendoza, República Argentina.

## Historia
La estación Palmira fue inaugurada en 1883, como parte del Ferrocarril Andino (luego Ferrocarril General San Martín), convirtiéndose en un punto estratégico de la red ferroviaria que unía Buenos Aires con Mendoza y Chile. Su fundación marcó el inicio de un crecimiento poblacional acelerado en la zona, ya que atrajo trabajadores y comerciantes vinculados al ferrocarril y la actividad agrícola del este mendocino.
En 1906, se construyeron talleres y depósitos de locomotoras en Palmira, consolidando su rol como centro ferroviario regional. Esto impulsó aún más la economía local, con la llegada de nuevos pobladores que se emplearon en las tareas de mantenimiento, reparación y logística ferroviaria.
En 1916, se habilitó el ramal Palmira–Tres Porteñas, de unos 24,5 km, destinado principalmente al transporte de cargas vitivinícolas. Durante la primera mitad del siglo XX, Palmira se consolidó como una verdadera ciudad ferroviaria, donde gran parte de la población dependía directa o indirectamente del tren.
Con la nacionalización ferroviaria en 1948, los talleres de Palmira pasaron a formar parte de Ferrocarriles Argentinos y se modernizaron las instalaciones. En 1958, se incorporaron locomotoras diésel, reemplazando paulatinamente a las máquinas a vapor, lo que mejoró los tiempos de viaje y la eficiencia.
Durante las décadas de 1950 a 1970, Palmira vivió su apogeo ferroviario, llegando a operar servicios diarios de pasajeros y cargas hacia Mendoza, Buenos Aires y el resto del país. Sin embargo, la crisis ferroviaria de los 80 y las políticas de privatización en los 90 afectaron fuertemente la actividad: el 10 de marzo de 1993, el último tren regular de pasajeros pasó por Palmira, marcando el cierre de este servicio.
En diciembre de 2007, la estación fue noticia nacional cuando una locomotora estacionada en Palmira partió sin conductor y recorrió más de 150 km fuera de control hasta ser detenida en San Luis, afortunadamente sin heridos.
A partir de la recuperación de Trenes Argentinos Cargas, la estación retomó importancia como centro logístico. Y el 2 de junio de 2023, un tren de pasajeros volvió a arribar a Palmira tras 30 años, en un viaje especial como parte de los estudios para reactivar servicios regulares en el marco del proyecto Palmira-Retiro, el cual fue suspendido en 2024 por el mal estado de las vías. 
En junio de 2025 se anunció el proyecto del Tren de Cercanías del Este, que busca conectar el este mendocino con el Gran Mendoza mediante estaciones ferroviarias a lo largo del ramal del Ferrocarril San Martín, enlazando con el Metrotranvía de Mendoza en la Estación Gutiérrez, en Maipú.

## Etapa privatizada (1993 - 2013)
Tras la disolución de Ferrocarriles Argentinos en la década de 1990, la operación del servicio de cargas en la estación Palmira pasó a manos de concesionarias privadas. Inicialmente lo gestionó Buenos Aires al Pacífico S.A. (BAP), y desde 1999 fue operado por América Latina Logística (ALL).
Durante la gestión de ALL, surgieron críticas de sectores gremiales y ferroviarios por un supuesto “vaciado sistemático” del sistema ferroviario. Según los trabajadores, “a la empresa sólo le interesa el flete, no los trenes”, alcanzando estos recortes a infraestructura, personal y mantenimiento en talleres como los de Palmira. ALL contaba con aproximadamente 200 trabajadores en esos talleres y otros 200 en los ramales de Mendoza, pero enfrentaba graves cuestionamientos por su falta de inversión, deterioro de la red y deudas millonarias con provincias que dejaron su marca en la estación.

## Reversión de la concesión y recuperación estatal (2013)
En 2013, el gobierno nacional revocó la concesión de América Latina Logística (ALL) en el marco de una política de reestatización del sistema ferroviario argentino. Esto llevó a que Trenes Argentinos Cargas asumiera el control de la infraestructura ferroviaria, incluyendo los talleres de Palmira y los ramales que operan en la provincia de Mendoza.
La decisión de recuperar el sistema bajo gestión estatal buscaba garantizar la renovación de la red ferroviaria, mejorar las condiciones laborales y aumentar la eficiencia en el transporte de cargas. A partir de esta reversión, se retomó el mantenimiento de las instalaciones, lo que permitió que Palmira volviera a ser un nodo logístico clave para el transporte de productos, especialmente granos y minerales, entre el este de Mendoza y los puertos del Atlántico.

## Privatización de Belgrano Cargas (2024 - Actualidad)
En 2024, bajo la presidencia de Javier Milei, el gobierno argentino avanzó en la privatización de Belgrano Cargas, una de las principales empresas de ferrocarriles de carga del país. Esta medida forma parte de un proceso de liberalización y ajuste del sistema ferroviario, que tiene como objetivo mejorar la eficiencia del transporte de cargas mediante la participación del sector privado.
Belgrano Cargas gestiona una extensa red ferroviaria que atraviesa las provincias del norte y centro de Argentina, incluyendo la provincia de Mendoza. La privatización implica la concesión de los ramales de carga a empresas privadas, con el fin de optimizar la operación logística y la infraestructura ferroviaria. Sin embargo, esta medida ha sido objeto de controversia debido a la preocupación por la posible pérdida de empleo en el sector y la falta de inversión pública en el mantenimiento de la infraestructura ferroviaria.
Para la Estación Palmira, que sigue siendo un punto clave para el transporte de granos y otros productos hacia el sur, la privatización de Belgrano Cargas podría implicar cambios en la gestión de los servicios de carga y en las condiciones operativas de los talleres. Algunos analistas advierten que, si bien la medida podría traer mejoras en términos de eficiencia, también podría generar nuevos desafíos para la gestión pública y el desarrollo de proyectos de reactivación de servicios ferroviarios para pasajeros en la región.

## Infraestructura
La estación Palmira cuenta con dos andenes principales y varias vías de desvío utilizadas para maniobras de carga. El edificio principal conserva su estructura original de fines del siglo XIX, con un estilo ferroviario clásico caracterizado por techos a dos aguas y amplias galerías.
Dentro del predio ferroviario se encuentran los talleres de mantenimiento, que incluyen fosas para reparación de locomotoras y vagones, grúas, depósitos y galpones. Estos talleres fueron en su momento uno de los más importantes de la red del Ferrocarril San Martín en Mendoza.

## Conexiones
La estación Palmira está conectada con el centro de la ciudad de Palmira mediante líneas de colectivos Nueva Generación y Dicetours, que unen Palmira con Mendoza capital. También existen servicios de remises y taxis en las cercanías de la estación.
La estación se ubica a pocos metros de la intersección de la Ruta Nacional 7 con la Ruta Provincial 50, lo que facilita la llegada en vehículo particular o transporte interurbano desde el Gran Mendoza y otras localidades del este provincial.

## Servicios
Actualmente, la Estación Palmira no cuenta con servicios regulares de pasajeros. Su actividad está destinada exclusivamente al transporte de cargas operado por Trenes Argentinos Cargas, con movimientos de granos, cemento, combustible y otros productos industriales. Entre junio de 2023 y mediados de 2024 se realizó un servicio especial de pasajeros Palmira - Retiro (Buenos Aires) como prueba para la posible reactivación del servicio regular, pero no se encuentra activo de forma permanente. 
El secretario de Transporte de la Nación, Franco Mogetta, explicó que el estado de las vías entre Palmira y Justo Daract es "calamitoso", detalló: "Entre Justo Daract y Palmira hay 374 kilómetros. Se tardaba 14 horas porque por el pésimo estado de vías, la circulación del tren no superaba los 20 kilómetros por hora. Los trenes cargueros siguen empleando esa vía, ya que van a baja velocidad". El viaje completo hasta Retiro duraba casi 28 horas.

## Tren de Cercanías del Este
El Tren de Cercanías del Este es un proyecto ferroviario aprobado el 17 de junio de 2025 por el Gobierno de la Provincia de Mendoza, en acuerdo con la Secretaría de Transporte de la Nación. El objetivo principal del proyecto es restablecer el servicio ferroviario de cercanías entre localidades del este mendocino y el Gran Mendoza, utilizando infraestructura preexistente.
La Estación Palmira, una de las más emblemáticas del interior mendocino, forma parte del trazado. Palmira, históricamente vinculada al desarrollo ferroviario y logístico, recupera así un rol estratégico en la conectividad regional.
El financiamiento del proyecto será compartido en partes iguales, siendo 50% cubierto por el Gobierno Provincial y 50% mediante inversión privada. Por su parte, el Estado Nacional cedió a la provincia el uso del tramo ferroviario comprendido entre la Estación Libertador General San Martín (límite entre los departamentos de San Martín y Junín) hasta el empalme con la Estación Gutiérrez, en el departamento de Maipú.
El proyecto contempla la reactivación de estaciones intermedias, mejoras en la infraestructura de vías, señalización y la adquisición de material rodante adecuado para servicios regionales.